# Peter Cunnah
Peter Cunnah (* 30. August 1966 in Derry, Nordirland, Vereinigtes Königreich) ist ein britischer Popsänger, der als Leadsänger von DReam in den 1990er Jahren bekannt wurde und mit seiner Band einen Nummer-1-Hit in den britischen Charts landete.

## Leben und Karriere
Peter Cunnah wurde in Derry, einer der größeren Städte Nordirlands, geboren. Zunächst war er Leadgitarrist der nordirischen Band Tie the Boy. Nach deren Auflösung zog er nach London, wo er Al McKenzie kennenlernte und beide zusammen mit Brian Cox und Mark Roberts 1991 die Synthie-Pop-Band D:Ream gründeten.
Die erste Single U R the best thing landete 1992 nach der zweiten Veröffentlichung auf Platz 19 der britischen Charts. Den größten Erfolg landeten Cunnah und seine Band jedoch im Jahre 1994 mit dem Song Things can only get better, der in Großbritannien Nummer 1 der Charts wurde und in Deutschland auf Platz 20 landete. 1997 wurde der Song erneut veröffentlicht, als er zum Wahlkampfsong des späteren britischen Premierministers und damaligen Labourchefs Tony Blair wurde. Der Song landete erneut auf den vorderen Plätzen der Charts. D:Ream lösten sich 1997 auf. Zu einer Neugründung mit Al McKenzie kam es 2008. 
Cunnah lebt in London, ist dort als Musiker und Produzent tätig. Er ist verheiratet und Vater zweier Töchter. 